# Val Martello

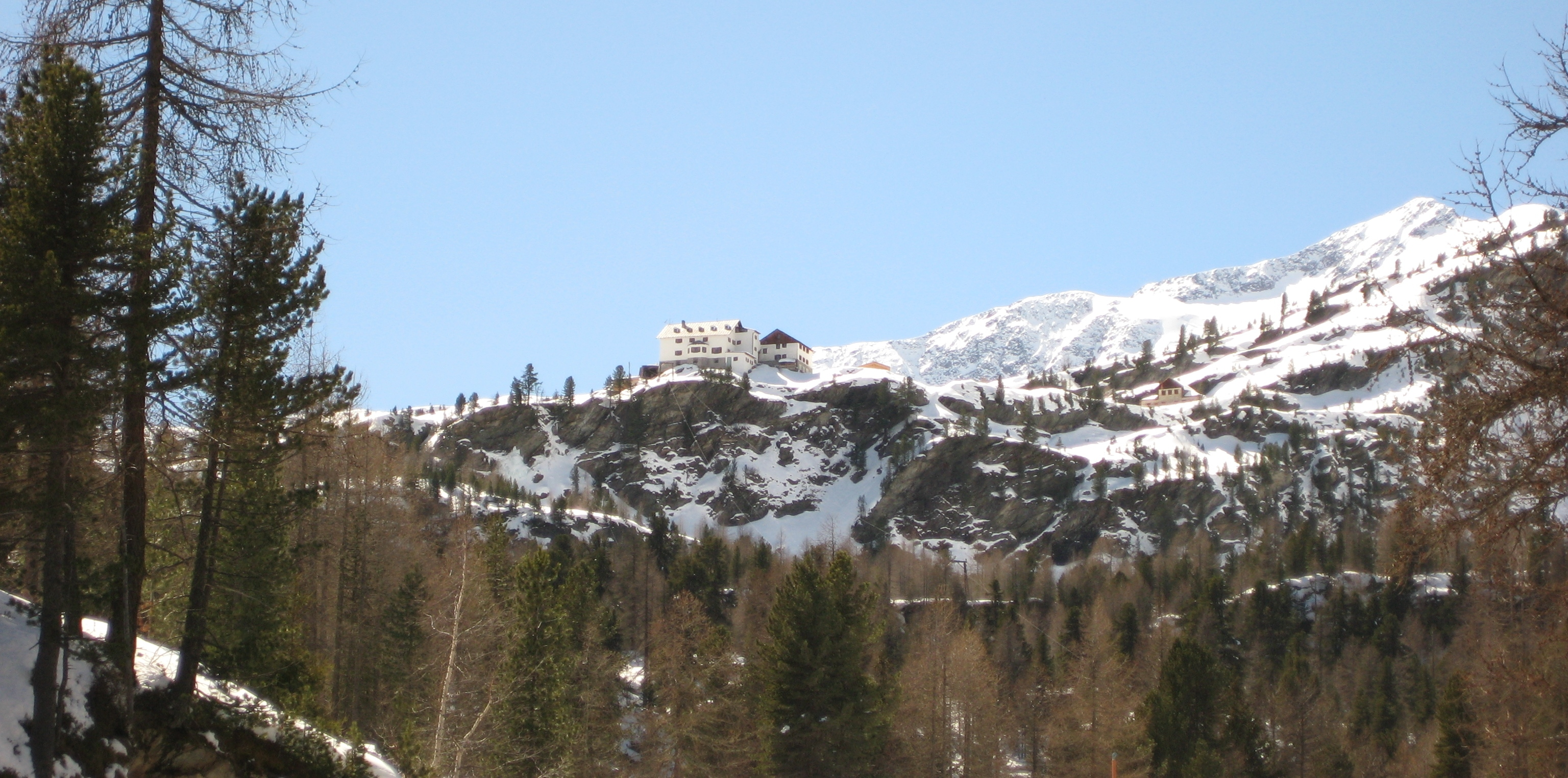
La fine della valle.

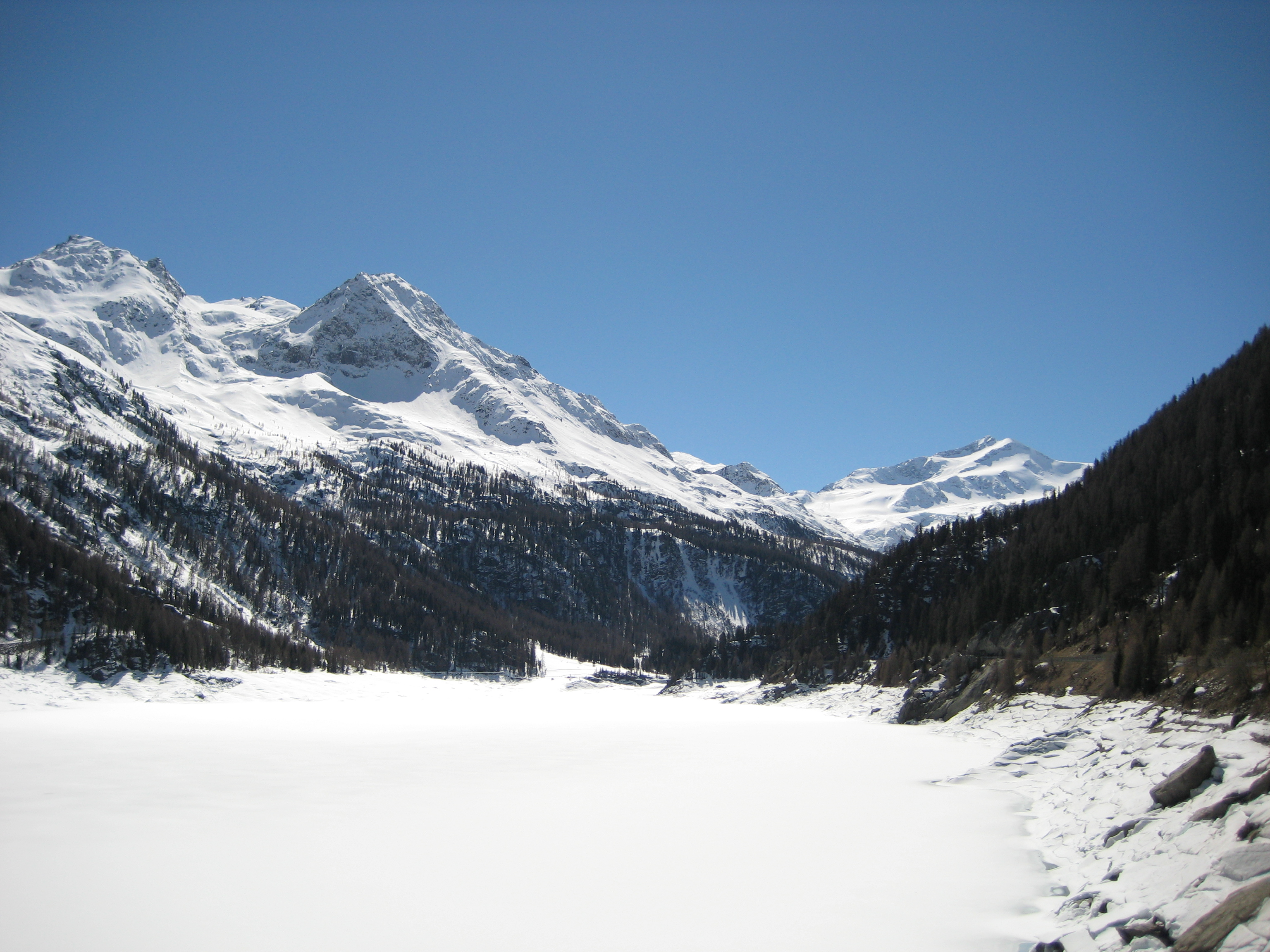
Vista del gruppo Ortles, e in primo piano il lago di Gioveretto.

La val Martello (Martelltal in tedesco) è una valle della provincia autonoma di Bolzano, che parte dal paese di Laces e si estende per circa 30 chilometri.
Immersa nel Parco Nazionale dello Stelvio, termina con il lago di Gioveretto; dopo il lago, la strada finisce con un grande parcheggio, nei pressi del Gasthof Schönblick ed Enzian a un'altitudine di 2.051 m. Lungo la valle scorre il rio Plima, ma nonostante questo, la valle non è particolarmente ricca di corsi d'acqua.

## Storia

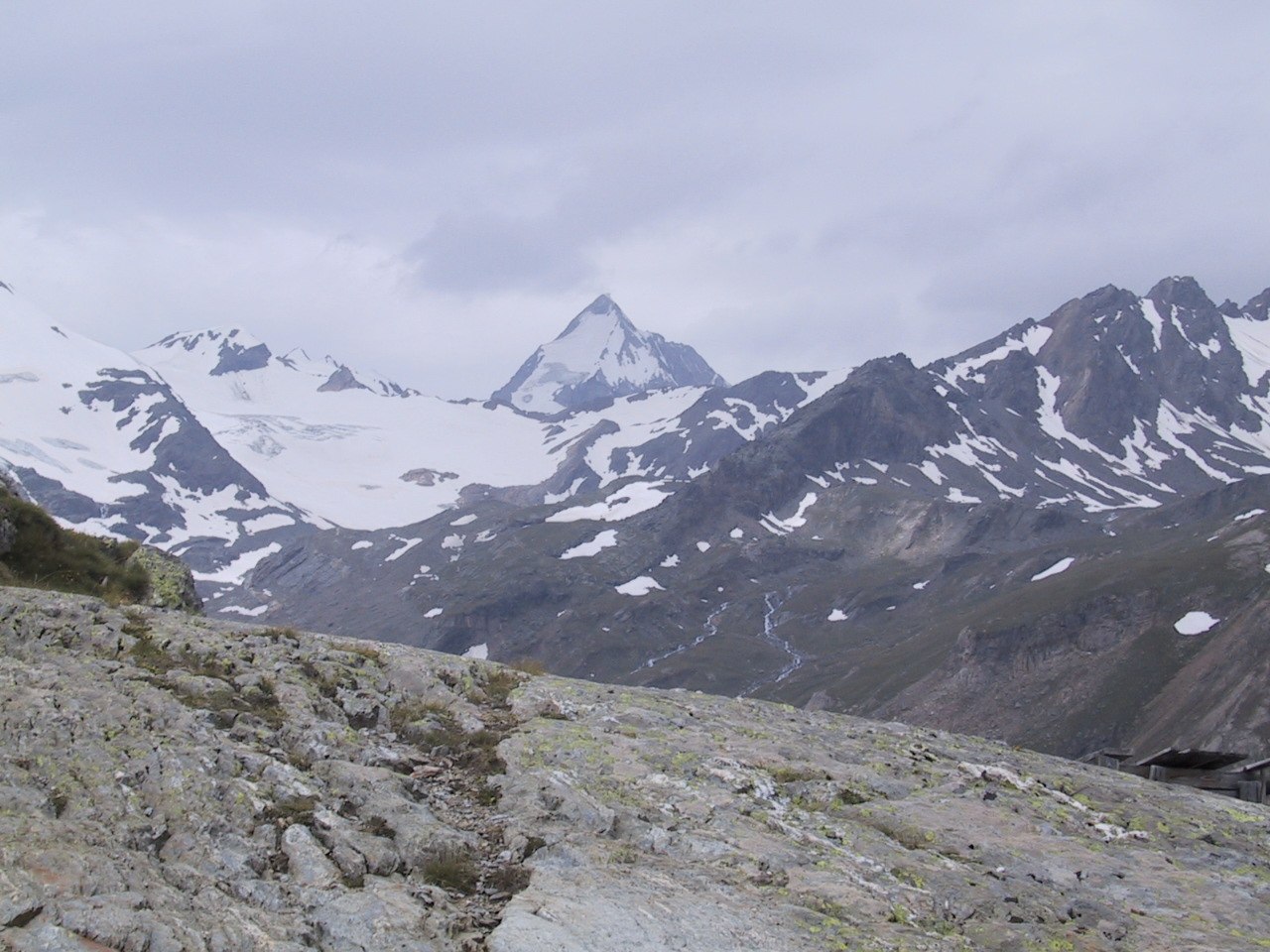

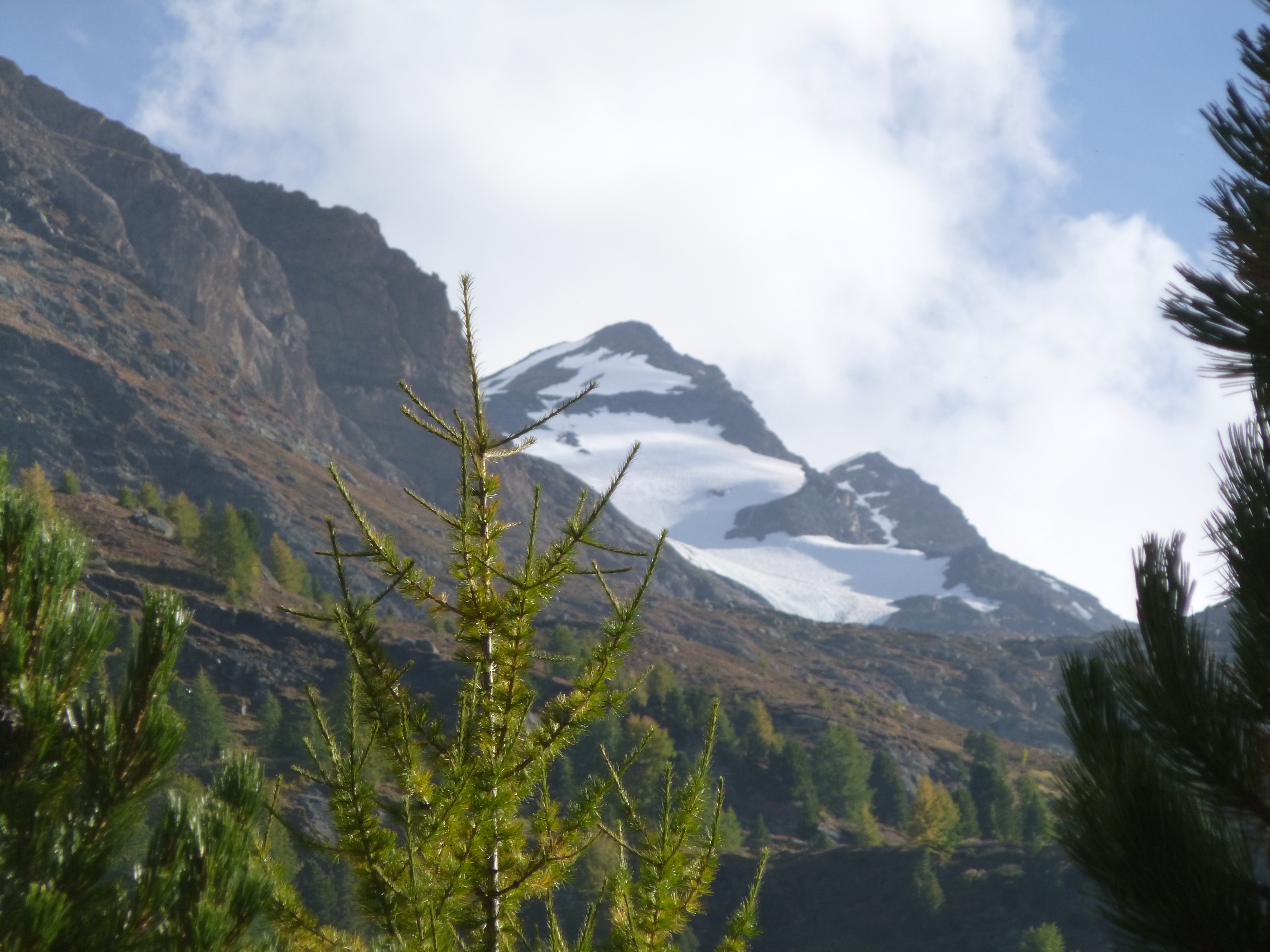

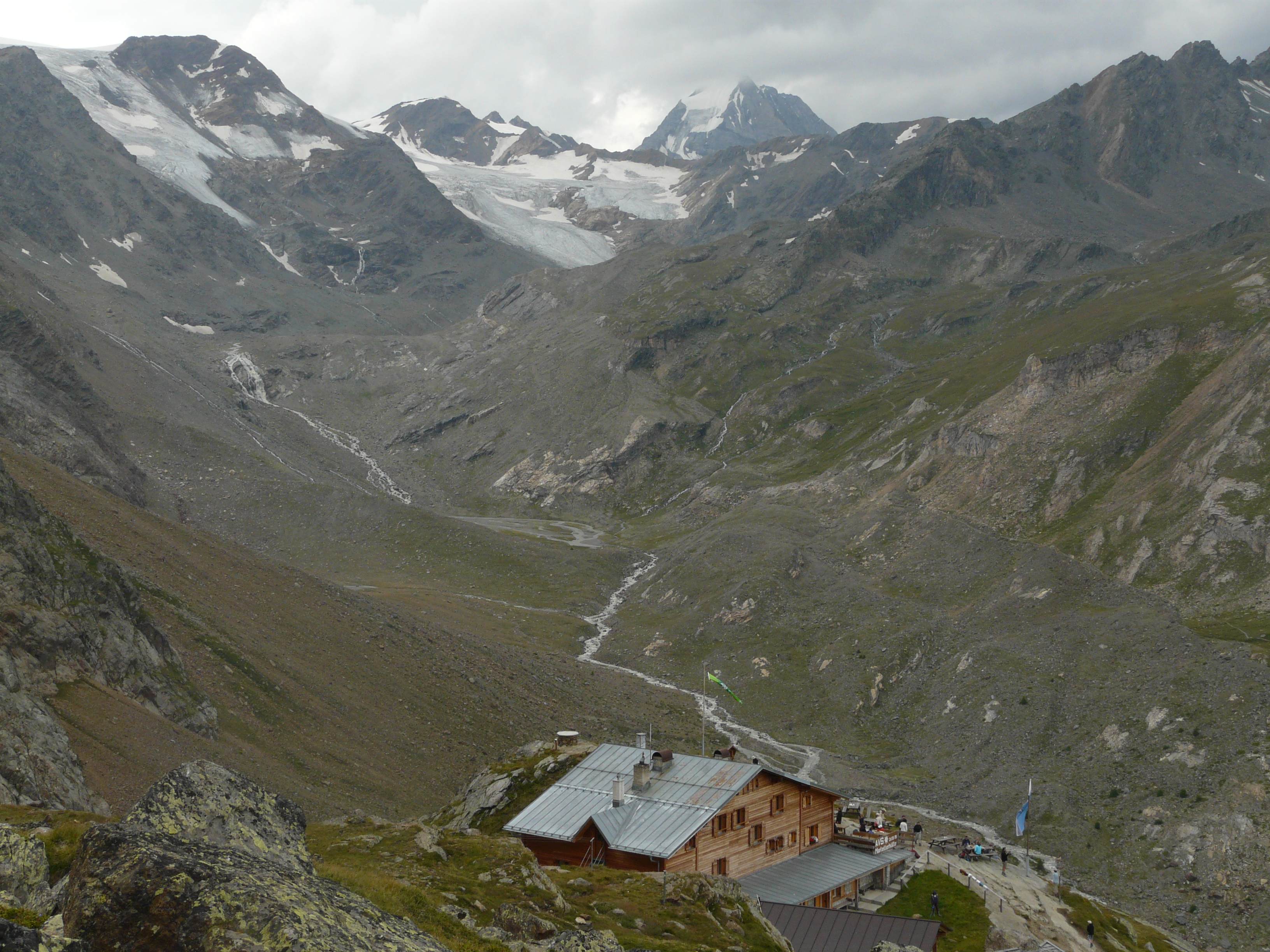

La valle nell'era pre-romana è stata utilizzata per il pascolo del bestiame. Successivamente la valle fu bonificata, e vi si andarono a insediare le prime colonie permanenti.
Attualmente la valle è rinomata principalmente per le sue fragole, dotate di un sapore unico, dovuto all'altitudine della valle; infatti vengono coltivate fino a 1800 m di quota.
Recentemente anche per il centro sportivo, per il biathlon e lo sci di fondo, con 12 chilometri di piste.

## Geografia antropica
Partendo da Laces, la prima frazione che passa dopo 5 km è Burgaun (a 1089 m) e al chilometro 6, Salto (a 1158 m).
Presso il chilometro 7 si trova il centro visite Culturamartell, e un centro sportivo.
Al chilometro 8 si passa il centro abitato di Transacqua (a 1200 m) e al chilometro 9, Ganda (a 1257 m), fino ad arrivare al paese di Martello (a 1320 m).
Al chilometro 16 è stato costruito recentemente un centro di biathlon, poco prima del lago.

## Attività

### Estate
Lungo la val Martello (soprattutto la parte alta della vallata), sono percorribili all'incirca 220 chilometri di sentieri montani, che possono portare fino alle Val di Lasa, Val di Solda, Val di Rabbi e Val d'Ultimo.
Inoltre esistono dei sentieri di alta quota che possono portare sino al monte Cevedale. Non meno importanza riveste il Lago di Gioveretto (1.852 m) da cui partono altri sentieri montani.

### Inverno
Lungo la valle esistono stupende piste per sci da fondo e quindi biathlon, alcune piste da slittino (alcune con illuminazione), un trampolino da sci (alto 25 metri) e impianti di pattinaggio. 
Inoltre è possibile praticare sci d'alpinismo sul monte Cevedale.

## Rifugi
- Rifugio Martello (a 2610 m), aperto da inizio marzo a inizio maggio e da metà giugno a fine ottobre.
- Rifugio Nino Corsi (a 2264 m), aperto da marzo fino a ottobre.

## Ciclismo
Per una volta (2014) la Val Martello è stata sede di arrivo del Giro d'Italia con la scalata del Passo Gavia e del Passo dello Stelvio prima dell'ascesa finale:
| Edizione | Tappa | Partenza       | km  | Vincitore di tappa | Maglia Rosa    |
| -------- | ----- | -------------- | --- | ------------------ | -------------- |
| 2014     | 16ª   | Ponte di Legno | 139 | Nairo Quintana     | Nairo Quintana |